# Осинський район (Пермський край)
Осинський район (рос. Осинский район) — адміністративно-територіальна одиниця в складі Пермського краю Росії.
Адміністративний центр району — місто Оса. 

## Географія
Площа, яку займає районом - 2057,38 кв.км, відстань до крайового центру - 143 км. Осинський район межує з Пермським, Кунгурським, Бардимським, Єловським, Частинським та Оханським районами. 

## Населення
Населення - 27 989 осіб (2020 рік).

## Економіка
- Основу економіки району складають промисловість, сфера будівництва, сфера платних послуг та торгівля.
- У структурі промисловості провідна роль зберігається за паливно-енергетичним комплексом. В районі є машинобудівний завод, що виробляє насоси та запірну арматуру. Лісопромисловим комплексом за рік заготовлюється і вивозиться близько 100 тис. М³ деревини. Закуп сировини для даних підприємств проводиться в основному у сільгоспвиробників району. В середньому за рік в районі виробляється близько 60 тон ковбасних виробів, близько 200 тон м'ясних напівфабрикатів. Крім того, в районі діє ЗАТ «Хліб», що випускає хлібобулочні, макаронні, кондитерські вироби, та цех по виробництву кондитерських виробів на базі колишнього пивзаводу.
- В аграрному секторі району зайнято 13 товаровиробників. Щорічно в районі проводиться близько 6 тис.т молока, близько 500 т м'яса, валовий збір зерна становить 6,5 тис. т; 3,4 тис.т картоплі.
- У сфері будівництва та платних послуг основна частка належить структурам нафтової галузі - ТОВ БК «Євразія», ТОВ «Сервіс», ТОВ «Осинське УТТ», а також підприємствам житлово-комунального господарства.
- З 2005 року район є дотаційним.